# Groß Rönnau
Groß Rönnau település Németországban, Schleswig-Holstein tartományban. Lakosainak száma 598 fő (2023. december 31.).

## Népesség
A település népességének változása:
| Lakosok száma | 424  | 594  | 584  | 553  | 557  | 598  |
|               | 1975 | 2017 | 2019 | 2021 | 2022 | 2023 |